# L0pht Heavy Industries
L0pht Heavy Industries（ロフト・ヘビー・インダストリーズ、多くは「ロフト」と略される）は1992年から2000年までアメリカ合衆国マサチューセッツ州ボストンに拠点を置いていた有名なハッカー集団。
最近また活動を再開した。

## 名前の由来
彼らにはMITから安く譲り受けたりごみ集積所から拾ってきた古いコンピュータデバイスが有り余るほどあった。
あるメンバーがこれらを自宅の庭に無造作に置いていたところその母親がついに爆発し、仕方なく彼は設備をアパートへ丸ごと引越しさせることにした。
彼はそれらの設備をもともと所有していたコンピュータに接続しさまざまなことを実験したり、どうにも使えないマシンをL0phtの創立会員が共有していたアパートのロフトスペース（屋根裏）に飾っていたことから。
L0phtの"0"は"O（オー）"ではなく"0（ゼロ）"で表す。L0phtとは"loft"のハッカー的スペルである。
ドメイン名を含む正常なオンライン名が"l0pht"（ゼロ）であり、これは設立以前の名前の着想が"Lopht"(0のないもの)であったがボストンに住む別のハッカー、マジクシーズ(Majikthys)がO(オー）と0（ゼロ）を取り替えることを提案して、その案が採用されたことに由来する。

## 歴史
L0phtはメンバー達が余ったコンピュータ・ハードウェアを収納でき、かつそれを使って様々なプロジェクトに取り組めるようにとカウント・ゼロ、ホワイト・ナイト、ブライアン・オブリビオン、ゴルゴ13達によって1992年にボストンに設立された。
この「ハッカーのシンクタンク」ともいえる集団は現在のオンライン上のセキュリティ状況を発表し、L0phtCrack(ロフトクラック、Windows NTのためのパスワードクラッキングツール)などの広く普及したソフトウェアツールを開発・生産した。
ちなみにl0phtはcDc系列の集団である。
1998年5月1日にはL0phtのメンバー(ブライアン、キングピン、マッジ、スペース・ログ、ステファン・フォン・ノイマン、ジョン・タン、ウェルド・ポンド)が、ホワイトハウスの前で"30分間もあれば世界中の全てのインターネットを停止できる"と宣言した。
2000年1月に、L0pht Heavy Industriesは@ステイクと合併した。
その4年後シマンテック社が2004年9月16日に@ステイクの買収計画を発表し、その年の10月に取引を完了した。

## 製品
営利目的でL0phtによって販売された最初の製品はPOCSAGデコーダキットだった。
これはキット本体と組み立て説明書の両方を1組にして販売したものだった。
他にも2004年8月にはL0phtCrack（Windows NT用のパスワード・クラッキング・ツール）のGUIバージョンの販売もした。
このツールはウェルド･ポンドによると「マイクロソフトのセキュリティー部門も」使用しているという。
彼らは他にも「Hacker News Network」というウェブサイトの運営も手がけていた。
これは広告主からのギャランティを獲得するためだったがこれらの様々な収入源があっても、L0phtはほとんど黒字にならなかった。

## 余談
ちなみにL0phtの過去のホームページには"For more info see the Wikipedia entry."と、ウィキペディアのリンクが張ってあった。

## メンバー

### 現在のメンバー
- クリステン・リウー・アカ ”ディルドッグ”
- スペース・ログ
- ピーター ”マッジ” ザッコ
- ジョン・グランド・アカ ”キングピン”
- クリス・ワイソパル・アカ ”ウェルド・ポンド”
- ブライアン・オブリビオン
- ジョン・タン
- シリコシス
- トゥ・セブン

### 過去に在籍していたメンバー
- ホワイト・ナイト
- カウント・ゼロ
- ゴルゴ13
- ステファン・フォン・ヌーマン